# Casa de Horvat
La casa Horvat fue una casa nobiliria medieval croata, originaria del condado de Valkó, pero que también era propietaria de tierras en otros condados. Su nombre se debe a la aldea de Horváti, hoy desaparecida, en el condado de Valkó. Su linaje se remonta a principios del siglo XIII, pero solo tuvo dos representantes que jugaron un papel significativo en la política del Reino de Hungría, los dos hijos de Pedro Horvati, Juan Horvat y Pablo Horvat.

## Propiedades
La sede de la familia era el condado de Valkó, el pueblo ahora destruido de Horváti, cerca de Stari Mikanovci, y el castillo de Szentlőrinc en Podgradje, en la actual Croacia.

## Historia
La familia debe su ascenso al rey Luis I de Hungría. Después de la muerte del rey, la viuda Isabel Kotromanić y su hija María recibieron el apoyo de la familia durante un tiempo, pero luego las abandonaron. La deserción de los hermanos croatas fue causada por el descontento general con el «gobierno femenino». Desde entonces, la figura más activa entre los que se opusieron al gobierno de las reinas en la región sur fue el obispo Pablo Horvat. La familia formó una alianza de nobles croatas contra el gobierno húngaro, de la cual los Horvat eran sus cabecillas y, su objetivo era invitar al rey Carlos III de Nápoles a ocupar el trono húngaro. Después del asesinato de Carlos, los croatas mataron a la reina Isabel, pero Segismundo de Luxemburgo, esposo de María, finalmente prevaleció. La familia Horvati ya no desempeñaría ningún papel en la historia de Hungría después de 1394.

## Miembros conocidos
- Pedro Horvat.
- Juan Horvat, ban de Macsó, hijo de Pedro Horvat.
- Pablo Horvat, obispo de Zagreb, hijo de Pedro Horvat.
- Ladislao Horvat, hijo de Pedro Horvat cayó en las batallas durante la rebelión en 1386/1387.
- Esteban Horvat, hijo de Pedro Horvat, antepasado de la familia Hatvan.